# Hydraena simplipes
Hydraena simplipes är en skalbaggsart som beskrevs av Peter Zwick 1977. Hydraena simplipes ingår i släktet Hydraena och familjen vattenbrynsbaggar. Inga underarter finns listade i Catalogue of Life.